# Antolín Robles y Lugo
Antolín Robles y Lugo (Huaraz, Perú, 2 de septiembre de 1853 - Lima, 7 de septiembre de 1931), fue un destacado abogado y político peruano, que llegó a ser Alcalde de Huaraz en 1877, Diputado por Huaraz en 1883, 1886-1889, 1889-1891 y 1892-1894, Secretario de la Cámara de Diputados en 1889 y Magistrado de la Corte Suprema de Justicia de la República del Perú.

## Biografía
Antolín Robles y Lugo, fue hijo del coronel y prócer de la Independencia José Manuel Robles Arnao y García, gobernador de Recuay en 1841 y de Cotaparaco en 1865, y de la dama huaracina Juana María Lugo. Sus primeros estudios los hizo en el Colegio Nacional La Libertad de Huaraz y posteriormente en el Seminario de Lima Santo Toribio de Mogrovejo. Decidido a seguir la carrera de leyes, ingresó a la facultad de derecho de la Universidad Nacional Mayor de San Marcos, en donde concluyó sus estudios el 21 de julio de 1875. Es admitido como abogado ante la Corte Superior de Justicia de Ancash en 1876 y en la Corte Superior de Justicia de Lima en 1880. Fue además profesor y rector del Colegio Nacional La Libertad, institución educativa en la que su tío don José María Robles Arnao y García había sido su primer rector.
Miembro connotado del Partido Civil, fundado por Manuel Pardo y Lavalle. Logró ser elegido vigésimo Alcalde de Huaraz en 1877, luego elegido Diputado por la provincia de Huaraz en el Congreso que se reunió en Arequipa en 1883, a raíz de la ocupación de Lima, durante la Guerra del Pacífico. Posteriormente, fue reelegido como diputado por Huaraz de 1886 a 1889, ejerciendo el cargo de Secretario de la Cámara de Diputados en el Congreso de la República del Perú en 1889. Fue nuevamente reelegido como diputado de 1889 a 1891 y de 1892 a 1894. Asimismo, entre 1896 y 1898 fue elegido senador suplente por el departamento de Ancash.
Terminado este periodo, ingresó a la carrera de la magistratura en 1898, siendo nombrado fiscal de la Corte Superior de Justicia de Ancash en 1899, al año siguiente sería nombrado vocal de dicha Corte y luego elegido presidente de la Corte Superior de Justicia de Ancash el 13 de julio de 1901. En dicho cargo, contribuyó a la refacción del local de la Corte Superior y la construcción de la cárcel de Huaraz. Pasaría luego a la capital, nombrado vocal de la Corte Superior de Justicia de Lima, manteniéndose en dicho cargo desde 1916 hasta octubre de 1924. Sería en noviembre de 1924 que el Congreso Nacional lo nombraría vocal de la Corte Suprema de Justicia de la República del Perú, ratificado mediante Resolución Legislativa N°4961 del 10 de julio de 1925. En septiembre de 1926 que se jubilaría por límite de edad.

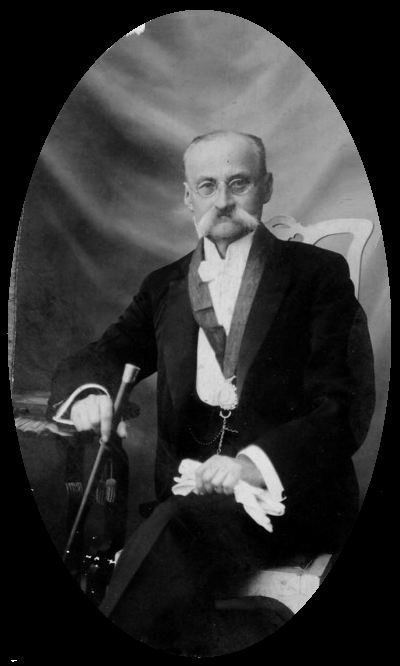
Dr. Antolín Robles

En el mundo académico se distinguió por sus altas dotes intelectuales, lo cual le valió su ingreso en 1887 al Ateneo de Lima. Asimismo, fue miembro del Centro Geográfico de Ancash y de la Sociedad Geográfica de Lima, participando en el Boletín de 1906. Fundo en 1892 el Diario "El Correo de Ancash", del cual fue su primer Director. Fue además Director de la Sociedad de Beneficencia Pública de Huaraz.
Logró formar una importantísima biblioteca privada producto de adquisiciones realizadas en Europa, de colecciones de libros y revistas jurídicas y literarias; a su fallecimiento, gran parte de la Colección Robles, pasaría a la Biblioteca Municipal de Huaraz por donación realizada por sus herederos.

## Descendencia
Casó en Huaraz con Teresa Teófila Jiménez y Busos-Mexia, natural de la misma ciudad, hija de Carlos Jiménez, Vicerrector y catedrático de Filosofía y Matemáticas del Colegio de la Libertad de Huaraz y nieta del coronel José de Yrigoyen y Zenteno, Benemérito de la Patria, Prócer de la Independencia del Perú y Vencedor de Ayacucho. Tuvieron dos hijos, siendo el mayor, el abogado Carlos Antolín Robles y Jiménez, Magistrado de la Corte Superior de Ancash.